# NGC 4483
NGC 4483 هي مجرة محدبة تبعد حوالي 55 مليون سنة ضوئية تقع في كوكبة العذراء. تم اكتشافه من قبل عالم الفلك هاينريش دي أريست في 19 مارس 1865. وهي عضو في مجموعة العذراء.

## وصلات خارجية
- NGC 4483 على موقع ويكي سكاي: DSS2, SDSS, GALEX, IRAS, Hydrogen α, X-Ray, Astrophoto, Sky Map, Articles and images